# Arroyo Frijol, San José Chiltepec
Arroyo Frijol är en ort i Mexiko.   Den ligger i kommunen San José Chiltepec och delstaten Oaxaca, i den sydöstra delen av landet, 400 km sydost om huvudstaden Mexico City. Arroyo Frijol ligger 74 meter över havet och antalet invånare är 639.
Terrängen runt Arroyo Frijol är kuperad söderut, men norrut är den platt. Runt Arroyo Frijol är det ganska glesbefolkat, med 29 invånare per kvadratkilometer. Närmaste större samhälle är Tuxtepec, 19,4 km norr om Arroyo Frijol. I omgivningarna runt Arroyo Frijol växer i huvudsak städsegrön lövskog.